# 1. FC Wilmersdorf
1. FC Wilmersdorf is een Duitse voetbalclub uit het Berlijnse stadsdeel Berlin-Wilmersdorf. De club ontstond in 1989 door een fusie tussen Wilmersdorfer SC en SV Preußen Wilmersdorf.

## Geschiedenis
In 1913 werd Wilmersdorfer BC Preußen opgericht dat in 1920 fuseerde met Wilmersdorfer SC, maar na drie jaar werd deze fusie ongedaan gemaakt. In 1933 volgde een nieuwe fusie met SC Olympia 1921 Wilmersdorf en tot 1945 speelde de club als Preußen-Olympia Wilmersdorf. De club vertoefde in de lagere reeksen. Na de oorlog werden alle clubs in Duitsland ontbonden. Pas in 1961 werd de club heropgericht als Preußen Wilmersdorf. In 1973 promoveerde de club naar de Amateurliga Berlin, de derde klasse in het Duitse voetbal. De club eindigde op een elfde plaats, maar door de invoering van de 2. Bundesliga werd de competitie geherstructureerd en degradeerde de club. Na één seizoen promoveerde de club naar de Oberliga, wat inmiddels de derde klasse was maar kon nu het behoud niet verzekeren. De club keerde nog eenmalig terug in 1983/84. Hierna pendelde de club tussen Landesliga en Bezirksliga. In 1989 volgde dan de fusie.
Wilmersdorfer SC werd in 1911 opgericht en speelde in de jaren twintig en dertig kort in de tweede divisie van de Brandenburgse competitie. 
Van 1992 tot 1994 speelde de club in de Berlin-Liga, op dat moment de vierde klasse. De club werd kampioen in 1994 en promoveerde naar de Oberliga Nordost. Door de herinvoering van de Regionalliga als derde klasse werd de Oberliga de vierde klasse. Na twee seizoenen degradeerde de club terug naar de Berlin-Liga. De club degradeerde zelfs twee keer op rij en na een korte terugkeer in 1999/00 duurde het tot 2011 vooraleer de club terug kon keren naar de hoogste Berlijnse klasse, die inmiddels nog maar het zesde niveau was in Duitsland. Na zes opeenvolgende jaren degradeerde de club opnieuw in 2017. In 2020 kon de club terug een promotie afdwingen. 